# Claude Jarman Jr.
Claude Jarman, Jr. (Nashville, Tennessee; 27 de septiembre de 1934 – Kentfield, California; 12 de enero de 2025) fue un actor estadounidense, ganador de un Óscar en 1946 por su papel en la película El despertar.

## Filmografía
| Año  | Película                      | Personaje                      | Observaciones                      |
| ---- | ----------------------------- | ------------------------------ | ---------------------------------- |
| 1946 | El despertar                  | Jody                           | Premio Óscar al Intérprete Juvenil |
| 1947 | High Barbaree                 | Alec (a los 14 años)           |                                    |
| 1949 | Han matado a un hombre blanco | Chick Mallison                 |                                    |
| 1949 | Sin contemplaciones           | Steve Phillips                 |                                    |
| 1949 | Nueva alborada                | Jerry                          |                                    |
| 1950 | Río Grande                    | Trooper Jefferson 'Jeff' Yorke |                                    |
| 1950 | The Outriders                 | Roy Gort                       |                                    |
| 1951 | Inside Straight               | Rip MacCool (a los 16 años)    |                                    |
| 1952 | Los forasteros                | Jamie Groves                   |                                    |
| 1953 | Rumbo a Java                  | Chess                          |                                    |
| 1956 | Héroes de hierro              | Jacob Parrott                  |                                    |